# Edmund Alleyn
Pour les articles homonymes, voir Alleyn.
Edmund Alleyn (9 juin 1931 à Québec - 24 décembre 2004 à Montréal) est un artiste peintre ayant vécu en France et au Canada.

## Biographie
Né à Québec en 1931, dans la communauté anglo-irlandaise, Edmund Alleyn étudie à l'École des beaux-arts de Québec, auprès de Jean Paul Lemieux et Jean Dallaire. En 1955, il remporte le Grand Prix au concours artistique de la Province de Québec et une bourse de la Société royale. Il est choisi en 1959 pour représenter le Canada à la Biennale de Venise. Il remporte la même année la médaille de bronze à la Biennale de São Paulo.
Edmund séjourne en France de 1955 à 1970. Durant toute cette période, son travail évolue grandement: la peinture non figurative cède la place à la figuration. D'abord inspiré par l'art des Amérindiens de la côte Ouest, le peintre oblique vers une imagerie issue de l'univers de la technologie, de l'électronique. Cette démarche culmine avec la réalisation d'une sculpture-habitacle audiovisuelle, L'Introscaphe I, qui est installée pendant un mois au Musée d'art moderne de la ville de Paris. Il est également exposé à la galerie L'Art français.
De retour au Québec, il est frappé par les changements que les années ont opéré sur son pays et le devenir socio-politique du territoire entre dans ses préoccupations artistiques. Il se consacre de nouveau à la peinture notamment à la série de personnages peints sur plexiglas et placés devant de grands tableaux de paysages. Cette série intitulée Une belle fin de journée est exposée au Musée du Québec puis au Musée d'art contemporain de Montréal. Parallèlement, il obtient un poste de professeur à l'Université d'Ottawa, où il enseignera pendant plus de 15 ans.
Il expose régulièrement dans les musées, tant au Québec qu'en Ontario et à New York, laissant derrière lui l'Europe avec laquelle il a rompu ses liens. En 1990, fraichement retraité de l'Université, il revient en force avec la série Indigo, qu'il expose à la Galerie des Arts Lavalin ainsi qu'au 49e parallèle à New York.
Il exposera pendant ses dernières années aux musées du Québec et de Joliette sa rétrospective Les Horizons d'attentes 1955-1995. Au Musée des Beaux-Arts de Sherbrooke en 2004, il présente son ultime série Les Éphémérides qui comprend douze grands formats sur toiles ainsi que des lavis. Il meurt le 24 décembre 2004, à l'âge de 73 ans.
En 2016, le Musée d'art contemporain de Montréal lui consacre une rétrospective majeure intitulée Dans mon atelier je suis plusieurs, accompagnée d'une monographie d'envergure. Le Musée des Beaux-arts de Montréal, ainsi que le Musée national des beaux-arts du Québec rendent à leur tour hommage au peintre en présentant des œuvres majeures dans leurs collections permanentes.

## Œuvres

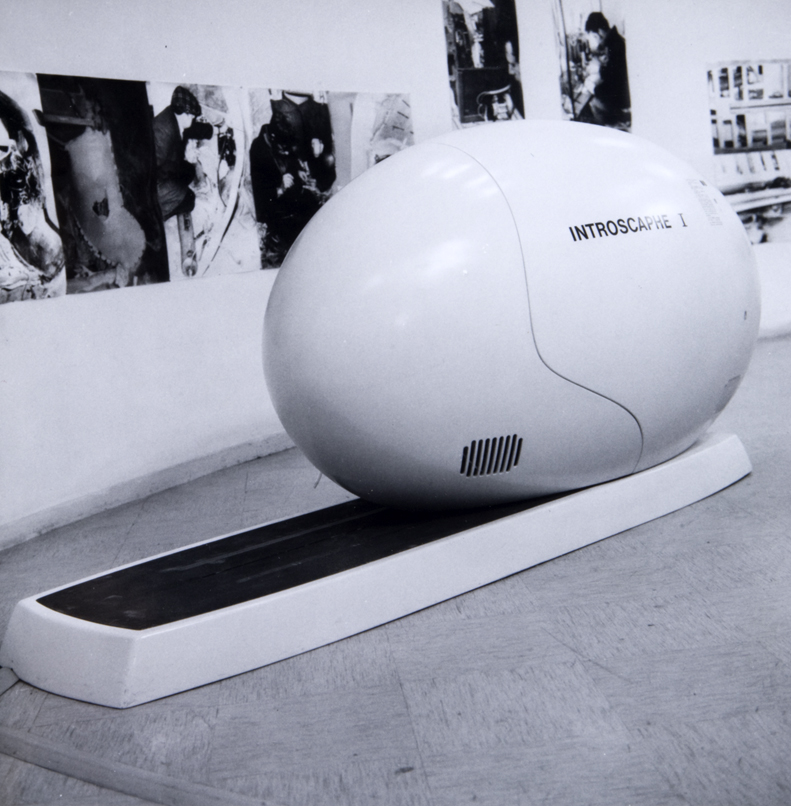
L'Introscaphe I d'Edmund Alleyn au Musée d'art moderne de la ville de Paris en 1970

- Paspébiac, 1963, Coll. Dalhousie Art Gallery[6]
- Les Éphémérides, 2000, Coll. Musée des beaux-arts du Canada
- La tribu ses satellise, 1964, Coll. Musée des beaux-arts de Montréal
- L'Invitation au voyage, 1990, Coll. Musée des beaux-arts de Montréal
- L'Introscaphe I, 1968-70, Coll. Musée national des beaux-arts du Québec[7]
- Alias, film 16 mm, 1968, Coll. Musée national des beaux-arts du Québec
- Brome Lake, suite québécoise, 1975, Coll. Musée national des beaux-arts du Québec (plexiglass)
- Une belle fin de journée, 1973.

## Distinctions
- 1955 Grand Prix au concours artistique de la Province de Québec[réf. nécessaire]
- 1955 Boursier de la Société royale[réf. nécessaire]
- 1959 médaille de bronze à la biennale de Sao Paulo[réf. nécessaire]
- 1960 représente le Canada à la biennale de Venise[réf. nécessaire]

## Hommages
Une plaque Ici vécut de la ville de Québec est présente au 85, avenue Wilfrid-Laurier, honorant son ancien lieu de résidence.

## Principales expositions individuelles
- Rétrospective Edmund Alleyn: Dans mon atelier, je suis plusieurs. Musée d'art contemporain de Montréal, 18 mai au 25 septembre 2016.
- Un été Indigo. Galerie Simon Blais, Montréal. 11 mai - 7 juillet 2016
- Hommage aux indiens d'Amérique, Galerie Simon Blais, 2009.
- Les Éphémérides, Musée des beaux arts de Sherbrooke, 2004
- Les horizons d'attentes, 1955-1995, Musée d'art de Joliette et Musée national des beaux-arts du Québec, 1997.
- Indigo, Galerie d'art Lavalin et 49 parallèle, New York, 1990.
- L'introscaphe 1, Musée d'art moderne de la Ville de Paris, France, 1970.

## Film
- L'atelier de mon père, Jennifer Alleyn, Amazon Film, 72 min, 2007.
- L'Introscaphe, Charles Chaboud, 10 min, Archives nationale du Québec, 1971.
- Imaginer le rien, Jennifer Alleyn, Les Films de l'autre, 8 min, 2001.
- Les Horizons d'attentes, réflexion sur la peinture, 15 min, Musée national des beaux-arts du Québec, 1995.